# 420
Năm 420 là một năm trong lịch Julius.

## Sự kiện
Trung Quốc: Lưu Dụ cướp ngôi nhà Đông Tấn, lập nên Lưu Tống